# Phalène
Phalène je oblíbené psí plemeno, pocházející z Francie. V některých zemích je uváděno jako papillon.

## Historie

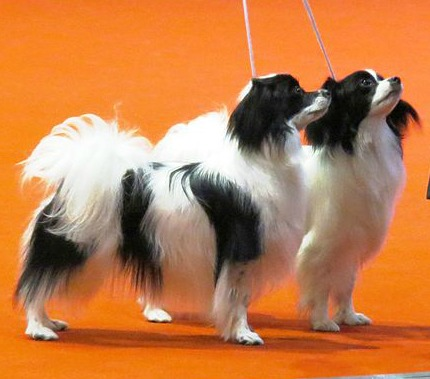
Výstavní pár

Phalène je velmi staré plemeno, o němž najdeme dokumenty již ze 12. století . V té době ale nebyl tehdejší phalène podobný tomu dnešnímu, v této podobě jej známe až od 19. století , kdy byl šlechtěn a křížen s papillonem ve Francii a Belgii. Společně s již zmíněným papillonem byl phalène velmi známý a chovala jej především šlechta. Na plátně je zachytil třeba Anthony van Dyck, Peter Paul Rubens nebo Francisco Goya . Krom nich je ale často vyobrazován s Marií Terezií nebo madame de Pompadour, které byly známé svojí náklonností k tomuto plemeni . Předkem phalène je pravděpodobně épagneul.
Známým jedincem tohoto plemene byla fena krále Jindřicha III, ta se jmenovala Lilene a dnešnímu phalène se velmi podobala. S Jindřichem přijímala i návštěvy a při jedné, když je navštívil mnich, se zuřivě rozštěkala. Jindřich ji nechal vyvést z místnosti, až později se ale z mnicha vyklubal vrah, který Jindřicha III. ubodal k smrti .
První standard plemene byl sepsán roku 1905 a o třicet let později (1935) byl uznán AKC.

### Phalène, papillon nebo malý kontinentální španěl?
Plemena phalène a papillon jsou v mnoha zemích brána jako jedno plemeno, nejčastěji uváděné pod názvem malý kontinentální španěl. Jedná se hlavně o USA a Velkou Británii. Z těchto dvou psů je známější papillon, který má uši podobné motýlům, samotné slovo "papillon" znamená v překladu motýl. Tato dvě plemena byla mezi sebou často křížena pro docílení lepších kvalit, dnes to ale není povolené. Phalène je pravděpodobně starší než papillon .

### Vznik jména

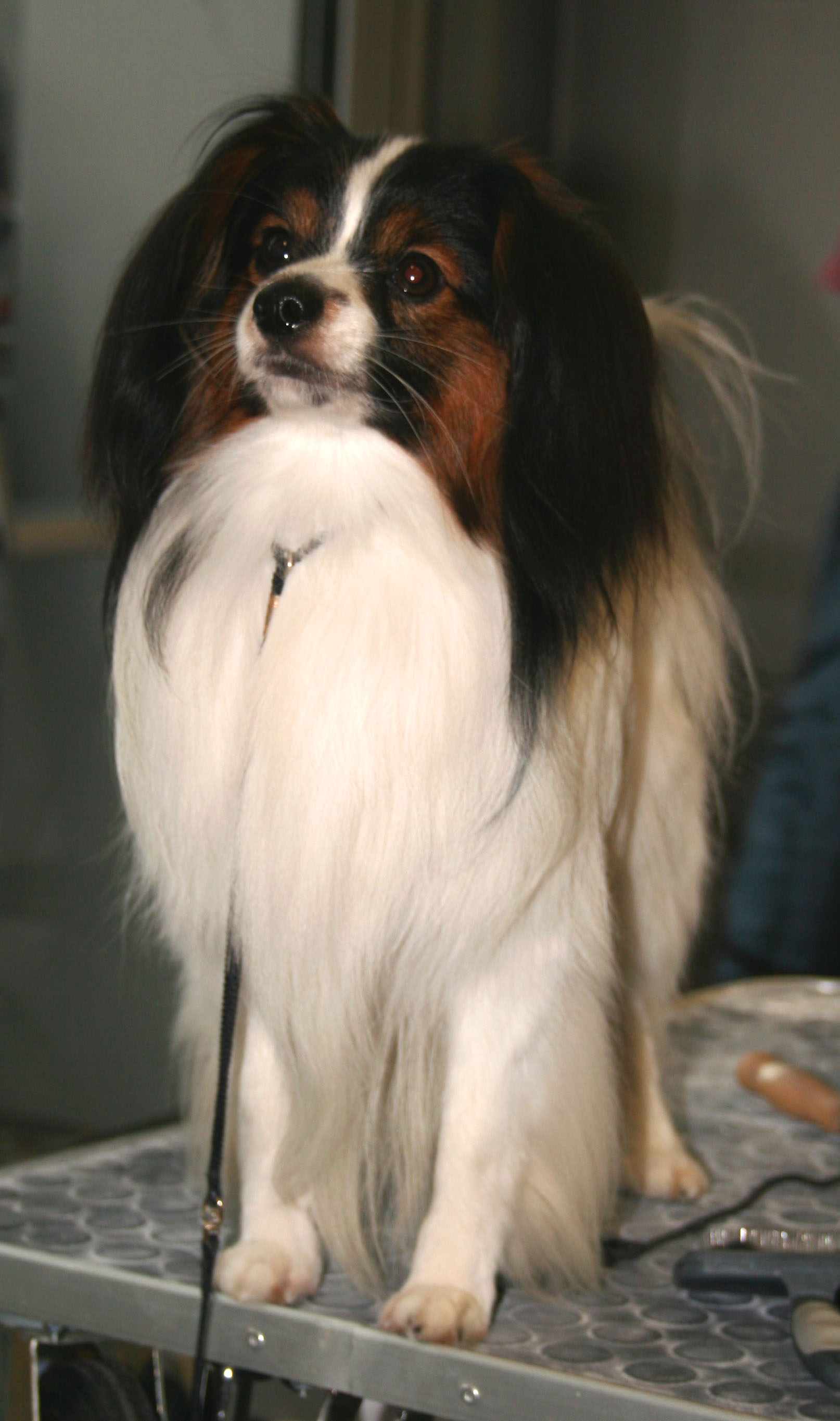

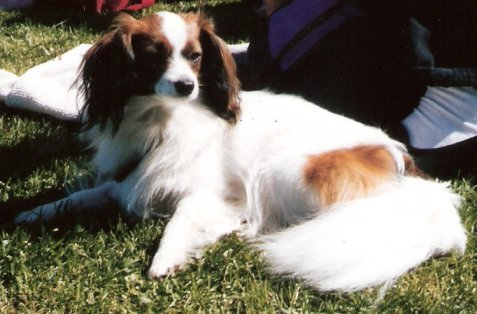

Phalène znamená v překladu z francouzského jazyka můra a toto označení získal díky zvláštním uším.

## Vzhled
Tento pes má lehkou a harmonickou stavbu těla, dlouhou srst pokrývající celé tělo, s mírně delším čenichem, který je kratší než lebka. Tělo je o něco delší než vyšší.
Hlava je v poměru k tělu normálních proporcí a poměrně lehčí a kratší než u velkých a středních španělů. Lebka nesmí být z profilu příliš oblá. Čenich je kratší než lebka, jemný, špicatý a z boku nepříliš vykrojený, není zdvižený. Nosní hřbet je rovný a navazuje na lebku se značně zdůrazněným stopem. Ušní boltce jsou tenké, ale pevné. Chrupavka se nesmí při pohmatu rukou směrem ke špičce ztenčovat. Uši jsou nasazeny dosti vzadu na hlavě, s dostatečným odstupem od sebe tak, aby byl dobře viditelný lehce zaoblený tvar lebky. Uši phaléna jsou v klidu nasazeny zřetelně výš než je linie očí, visící, a přesto velmi pohyblivé. Jsou pokryty zvlněnou srstí, která bývá mnohdy velmi dlouhá a dodává psovi hezký vzhled. Ucho nesmí stát kolmo a jakkoli se podobat uchu špice. Vnitřní stranu boltce pokrývá jemná, lehce zvlněná srst, z níž ta nejdelší mírně přesahuje okraj ucha. Vnější strana ucha je silně pokryta dlouhou srstí, která podél okraje vytváří výrazné třásně. Osrstění je lesklé, bohatá srst bez podsady je lehce zvlněná, ne však kudrnatá, nepříliš měkká, spíše pružná s hedvábným leskem. Vlas je tenký, lehce zvlněný a ploše ukořeněný. Srst je krátká na obličeji a mozkovně a na přední straně končetin, středně dlouhá na těle. Na krku tvoří dlouhá srst límec a bohatou náprsenku přecházející na hruď. Na uších a na zadní straně předních končetin tvoří srst dlouhé praporce. Velmi dlouhá srst na zadní straně stehen tvoří lehce zvlněné, poddajné kalhoty. Srst mezi prsty je jemná, zdůrazňuje štíhlost tlapky a opticky ji prodlužuje .

## Povaha
Povahově je phalène hravý, přátelský, bystrý a mírumilovný pes. Je velmi inteligentní a chápavý, proto se lehko cvičí. Svoji rodinu nadevše miluje a v případě ohrožení je odhodlaný ji bránit. Je žárlivý a na svoji rodinu si často činí majetnické nároky . Je elegantní a říká se o něm, že se pohybuje ladně jako když motýl létá.
Dobře vychází s dětmi, ale kvůli lehké konstrukci těla se lehko může při hře zranit. S jinými psy vychází dobře a toleruje je, ale je žárlivý. Nevychází dobře s malými hlodavci, které má sklony pronásledovat a následně rdousit. Větších domácích a hospodářských zvířat se většinou bojí, pokud s nimi není seznámen v raném věku. Není to dobrý hlídač.